# Diairetikus módszer

A horgászat besorolása Platón A szofista című művében

A diairetikus módszer (ógörögül: διαίρεσις) egy a filozófiában használt kifejezés a felosztás és osztályozás módszerére melyet Platón vezetett be A szofista című dialógusában. Később Arisztotelésznél és a sztoikus filozófusoknál is találkozhatunk vele.

## Platón diairetikus módszere
Platón módszere a következő: egy adott dolog (tárgy, tevékenység, esemény stb.) meghatározásának első lépéseként meg kell találnunk a legáltalánosabb osztályt amelybe a meghatározandó beletartozik, majd ennek az osztálynak alosztályokra és az alosztályok alosztályokra való felosztásával kell lépésről lépésre eljutni a meghatározandó dologhoz. Példaként Platón a horgászat besorolását és definiálását mutatja be.
A módszer elméleti jelentősége az, hogy alkalmazásával olyan fogalmi háló alakítható ki, amelyben véges számú lépés segítségével besorolható és meghatározható bármi, ami csak fennáll.

## Ajánlott irodalom
- Fatalin László értekezése[halott link] a fogalmi hálók kialakításáról (benne a módszer szerepéről és kritikájáról)